# Christian Robini
Christian Robini (Lantosque, 11 de enero de 1946 - Niza, 29 de septiembre de 2001) fue un ciclista francés, profesional entre 1968 y 1970.

## Palmarés
1967
- Tour del Porvenir, más 1 etapa

## Resultados en las grandes vueltas
| Carrera | Carrera         | 1968 | 1969 | 1970 |
| ------- | --------------- | ---- | ---- | ---- |
|         | Giro de Italia  | —    | —    | —    |
|         | Tour de Francia | Ab.  | —    | —    |
|         | Vuelta a España | —    | —    | —    |

—: no participa 

Ab.: abandono